# Кладница
 Тази статия е за селото.  За гъбата вижте Кладница (гъба).  
Кладница е село в Западна България. То се намира в община Перник, област Перник.

## География
Село Кладница се намира в планински район – Южна Витоша.
Селото е в самата планина и е стартова точка за туристически маршрути към витошките върхове: Селимица, Острица и Черни връх. Гората е предимно иглолистна. Има много диворастящи гъби, потоци, включително и колектори за водоснабдяването на град Перник. Умерено континентален климат с ясно изразено планинско влияние. Излужени канелени горски почви. Със селото са свързани реките Танчовица, Кладнишка река, Матница. Последната на 4 км от селото се влива в язовир Студена. Прилежаща на него е бившата резиденция Студена, сега ловно стопанство, в което има много диви животни – елени, диви свине, мечки и др.
Селото е само на 18 км от София и на 13 км от Перник. Най-близкото село е Рударци. На 3 км след селото е курортната местност Селимица за зимен туризъм, но към 2005 година е с доста занемарен вид и активност. Рударци също е прочуто в региона с туристическата си активност и природна привлекателност. В Рударци се намира единственият в района плаж с три басейна, който се захранва от минерални лечебни води. Рударци е бивша махала на Кладница и днес двете села образуват общ курортен район за Перник и София.
В село Кладница има и ловна резиденция.
През 2006 започва строителство на вилно селище от еднофамилни къщи. Инвестицията е с естонски капитали. Селището ще е газифицирано и със собствена пречиствателна станция. Към 2008 година вече са завършени около 40 къщи от планираните над 300. Има инвеститорски интерес за възстановяване на изоставените почивни станции и хижи на „Селимица“, както и за построяването на нов хотел.

## История
- Кладнишки манастир
- Кладнишка крепост

В местността Конопището личат основите на добре устроено трако-римско, а в по-късен период византийско селище. При строежи на къщи са намирани цели керамични съдове, долиуми, делви, гърнета, керамични макари, антични парчета стъкла, монети, части от добре изградени топилни за обработка на цветни и благородни метали. По устни сведения при крепостта е била разкрита късноантична трикорабна базилика, която е унищожена без да бъде изследвана при строителството на почивна станция.
Една от легендите, които се разказват за произхода на името Кладница, е, че когато навремето турците идвали и искали да завладеят селото, хората се скрили в манастира и там се крили много дълго време. Единственият начин да ги накарат да излязат бил да им спрат притока на вода за пиене. Тогава взели детето на една жена от село Студена, която била омъжена за кладничанин, и заплашили да ѝ заколят детето, ако тя не им каже къде е изворът. Тя ги издала и така хората нямали избор и излезли. Турците направили масово клане. Оттогава селото се нарича Кладница, а кладничани много-много не обичат студенчани и са се обрекли кладничанин да не се жени за студенка. Според записките в църковното евангелие от черквата в с. Боснек е записано, че през 1718 г. кърджалии са се били с хайдушка чета в местността „Човешките кости“ и оттам са се насочили надолу към Кладнишкия манастир, опожарили са манастира, а в подземието му са изклали 25 чиляци, друга част от населението е избягала към с. Боснек и се е спасила от клането.
Сведения за селото под името Каладниче има в тур. регистри от 1576 и 1728. През 1919 е основана партийна организация. През 1931 г. е създадена кредитна кооперация „Спасение“. През октомври 1932 г. над 300 работници-каменоделци обявяват стачка до изпълнение на исковете им.

## Население
Численост на населението според преброяванията през годините:
| \| Година на преброяване \| Численост \| \| --------------------- \| --------- \| \| 1934 \| 1508 \| \| 1946 \| 1802 \| \| 1956 \| 2104 \| \| 1965 \| 1393 \| \| 1975 \| 1425 \| \| 1985 \| 1376 \| \| 1992 \| 1299 \| \| 2001 \| 1305 \| \| 2011 \| 1202 \| \| 2021 \| 1376 \| |           |
| Година на преброяване | Численост |
| 1934 | 1508      |
| 1946 | 1802      |
| 1956 | 2104      |
| 1965 | 1393      |
| 1975 | 1425      |
| 1985 | 1376      |
| 1992 | 1299      |
| 2001 | 1305      |
| 2011 | 1202      |
| 2021 | 1376      |

## Културни и природни забележителности
В селото живеят следните родове: Витанови, Милови (преселил се от град Кукуш през 18 век), Милкини, Младенови, Туманкови (от гр. Самоков), Тутулови, Пешови, Павлеви, Печинови, Коцеви, Горови, Янчови, Попови и Божови, Иванови. Всяка махала носи името на рода живеещ в нея.
От Кладница по поречието на река Матница води началото си живописна еко пътека. Маршрута минава покрай изключително богатата на растителен и животински свят местност „Дивият Бик“. Има три добре уредени туристически заслона разположени покрай пътеката. Придвижването с лек автомобил е трудно.

## Транспорт
| Автобус №21 от Перник   | 6.00, 7.00, 8.00, 9.00, 11:00, 12:00, 13:00, 14:00, 15:00, 16:00, 17:00, 18:00, 20:00                            |
| Автобус №21 от Кладница | 5.00, 6.00, 7.00, 8.00, 9.00, 10.00, 11:00, 12:00, 13:00, 14:00, 15:00, 16:00, 17:00, 18:00, 19.00, 20:00, 21:00 |
| Маршрутка от/за София   | На всеки кръгъл час, начална спирка е Руски паметник,                                                            |

## Редовни събития
- Село Кладница провежда годишен събор всяка предпоследна неделя на месец август.
- Регионален събор „Витошки напеви“, провеждащ се ежегодно през месец юли на открита сцена пред читалището в село Кладница.

## Известни личности
Родени в Кладница
- Цанко Апостолов, скулптор
- Александър Гиргинов (1902 – 1985), писател
- Ангел Станков, футболист

Други личности, свързани с Кладница
- Александър Гергинов, писател и драматург
- К. Геров, учител в селото. Направил някои от стенописите (през 1885 г.) в манастирската черква „Св. Никола“
- Валери Дучев, футболист на Миньор (Перник) и Матерсбург (Австрия) през 30-те и 40-те години на 20 век

## Други
От 2003 година районът на Кладница и Рударци е известен като любима местност на американските кинопредприемачи за заснемане на продукции, най-големите от които са „Юлий Цезар“ и „Спартак“. На територията са изградени забележителни декори, а при заснемането се включва голяма част от населението за масовки и статисти.
Край селото близо до бившите открити рудници на хълмистата земеделска земя покрай пътя за резиденцията ДДС-Витошко е изградено луксозно вилно селище Делта Хил от еднофамилни къщи и със собствена комунална инфраструктура включително газификация.
Държавната Дивечовъдна Станция „Витошко“ (ДДС Витошко) планира покупката на над 150 планински мотоциклети, с което вероятно смята да развие екстремния туризъм, тъй като ловният трае само няколко есенно-зимни месеца.
До края на 80-те години на XX век, добре развито е било овцевъдството и каменоделството (имало е каменни кариери).
Има основно училище (основано през 1879 година), читалище (осн. през 1929 г. с името „Пробуда“). В непосредствена близост се намира ретранслационна телевизионна станция.
Връх Кладница на Антарктическия полуостров е наименуван на селото.